# Мегрельская письменность
Мегре́льская пи́сьменность — система записи мегрельского языка. В современной научной литературе мегрельский язык характеризуется как бесписьменный; известны, однако, попытки использования письменного мегрельского языка в официальных сферах в Российской империи во второй половине XIX века, в СССР в 1930-х годах и в Республике Абхазия на рубеже XX—XXI веков. Кроме того, отмечается использование письменной формы мегрельского языка в частной переписке, а также, начиная с 2010-х годов, языковыми активистами в Грузии. В качестве графической основы мегрельской письменности используется грузинское письмо, в прошлом также употреблялась кириллица.

## Российская империя
В Российской империи русские этнографы и лингвисты выделяли, на лингвистическом основании, мегрелов в отдельную от грузин национальность, что стало основанием для попыток создания отдельной мегрельской письменности.

### Грузинское письмо
Начало попыток создания мегрельской письменности в Российской империи относится к 1860-м годам. Так, в 1866—1867 годах правительством были изданы два мегрельских текста, разъясняющих положение об отмене крепостного права в Мегрелии. В них был использован грузинский алфавит без дополнительных символов. 13 лет спустя отмечалось, что на тот момент это были «единственные, сколько-нибудь связные тексты, появившиеся до сих пор на мингрельском языке». В 1880 году А. А. Цагарели издал сборник мегрельского фольклора «Мингрельские этюды», в котором использовал грузинский алфавит с добавлением трёх букв для специфических звуков мегрельского языка — ჸ, ჷ и ჲ. В 1906 году в Тифлисе на грузинском письме был опубликован сборник мегрельских стихотворений за авторством Акобия. Позднее этот сборник был охарактеризован как «одиноко стоящий» в контексте слабой распространённости мегрельской письменности.
Алфавит мегрельского языка на грузинской графической основе выглядит следующим образом (таблица дана с фонетическим соответствием):
| ა /a/ | ბ /b/ | გ /g/ | დ /d/ | ე /e/ | ვ /v/ | ზ /z/ | თ /ϑ/ | ი /i/ | კ /k/ |
| ლ /l/ | მ /m/ | ნ /n/ | ჲ /y/ | ო /o/ | პ /p/ | ჟ /j/ | რ /r/ | ს /s/ | ტ /t/ |
| ჳ /w/ | უ /u/ | ფ /φ/ | ქ /q/ | ღ /ğ/ | ყ /k̇/ | შ /ш/ | ჩ /ϑ̣/ | ც /ϑ̇/ | ძ /ď/ |
| წ /ṫ/ | ჭ /ṭ/ | ხ /q̇/ | ჯ /ḓ/ | ჰ /h/ | ჸ /ء/ | ჷ /ә/ |       |       |       |

### Кириллица
Параллельно предпринимались попытки создания мегрельской письменности и на кириллице. В 1887 году отмечалось, что «прежде в Мингрелии была введена русско-мингрельская азбука, составленная наскоро и, так сказать, домашним образом; в ней мингрельские звуки, чуждые русскому языку, обозначены были по преимуществу посредством: ѳ, ѵ, щ, ъ, ы, я, ѣ, ю». Эти буквы использовались в непривычном для русского языка значении. Так, буква я обозначала аффрикату [дз] (грузинское ძ), буква ѣ — звук [h] (грузинское ჰ) и т. п. В этой же статье указывалось, что незадолго до её публикации появилась «Мингрельская азбука», составленная академиком В. В. Радловым и адъюнктом К. Г. Залеманом. Эта азбука на основе кириллицы характеризовалась почти полным отсутствием надбуквенных диакритических знаков (исключением была буква з̆ для обозначения аффрикаты [дз]) — они были заменены прикреплёнными снизу к букве значками по примеру осетинского алфавита А. М. Шёгрена и абхазского алфавита П. К. Услара. Л. П. Загурский подверг эту азбуку критике, например за отсутствие буквы для звука [ჸ]; обозначение долгих гласных путём двойного написания буквы; замену буквы ԛ, часто применявшейся в кириллических алфавитах кавказских языков, на ӄ; непоследовательность графического отображения аффрикат — [дз] обозначалось как з̆, [дж] — как џ, [тч] — как «ч с подбуквенным значком», а [тц] — буквой «почти не отличающейся от обыкновенного ц». Планировалось, что на этой азбуке будут изданы книги для первоначального обучения мегрелов. В 1890—1903 годах в научных сборниках был напечатан целый ряд мегрельских фольклорных текстов на кириллице, записанных, в основном, сельскими учителями.
Первым (и единственным) мегрельским отдельным печатным изданием на кириллице стала «Мингрельская азбука» — пособие для местных школ, изданное в 1899 году. Автором-составителем этой книги был М. Р. Завадский. Алфавит этого издания включал следующие буквы:
| А а | Б б | В в | Г г | Ҕ ҕ | Д д | Е е | Ж ж | Џ џ | З з |
| Ӡ ӡ | Һ һ | ꙋ ꙋ | І і | Ӄ ӄ | К к | Ҡ k | Л л | М м | Н н |
| О о | Ҧ ҧ | П п | Р р | С с | Ꚋ ꚋ | Т т | У у | Х х | Ц ц |
| Ҵ ҵ | Ч ч | Ꚓ ꚓ | Ш ш | Ѵ ѵ |     |     |     |     |     |

Это издание было встречено с недоверием и успеха не имело.
| Груз. | Кир. |   | Груз. | Кир. |   | Груз. | Кир. |   | Груз. | Кир. |  | Груз. | Кир. |
| ----- | ---- | - | ----- | ---- | - | ----- | ---- | - | ----- | ---- |  | ----- | ---- |
| ა     | а    |   | თ     | ꚋ    |   | პ     | п    |   | ფ     | ҧ    |  | ც     | ц    |
| ბ     | б    | ი | і     | ჟ    | ж | კ     | к    | ძ | ӡ     |      |  |       |      |
| გ     | г    | ქ | ӄ     | რ    | р | ღ     | ҕ    | წ | ҵ     |      |  |       |      |
| დ     | д    | ლ | л     | ს    | с | ყ     | k    | ჭ | ꚓ     |      |  |       |      |
| ე     | е    | მ | м     | ტ    | т | ჸ     | ꙋ    | ხ | х     |      |  |       |      |
| ვ     | в    | ნ | н     | უ    | у | შ     | ш    | ჯ | џ     |      |  |       |      |
| ზ     | з    | ო | о     | ჷ    | ѵ | ჩ     | ч    | ჰ | һ     |      |  |       |      |

## СССР
В СССР в 1930-е годы была предпринята попытка создания нормированной мегрельской письменности на грузинской графической основе. В 1930 году на мегрельском стала выходить газета «Казакиши Газети» (ყაზაყიში გაზეთი — Крестьянская газета), позднее появился букварь «Азбука для взрослых» и ряд других печатных изданий образовательного и политического содержания. В статье, опубликованной в 1930 году, сообщалось, что в Мегрелии организованы курсы ликвидации неграмотности на мегрельском языке, при этом было отмечено, что издание учебников на мегрельском языке «задерживается», а в начальной школе обучение продолжает вестись «на непонятном грузинском языке». Также публикации на мегрельском языке печатались в газетах «კოლექტივიში შარათ», «კულტმოინალობა», «კომუნარი», «სამარგალოში თუთუმი». К 1939 году пресса на мегрельском прекратила своё существование, так как возобладала точка зрения, что мегрельский язык является диалектом грузинского языка либо «домашним» языком, а литературным языком мегрелов должен быть грузинский. Эта точка зрения оставалась неизменной весь оставшийся советский период и продолжает оставаться господствующей в независимой Грузии. После конца 1930-х годов письменная форма мегрельского языка в Грузии использовалась только в этнографических и лингвистических научных трудах, а не в качестве письменности для нужд мегрелов. Единственным исключением стала публикация мегрельского перевода «Витязя в тигровой шкуре» в 1966 году.

## Постсоветский период
Картвелоязычное население Республики Абхазия официально числится мегрелами. В 1995 году властями де-факто независимой Абхазии начала издаваться газета «Гал» (გალი), часть материалов которой печаталась на мегрельском языке в грузинской графике. Исследователи отмечают, что выпуск этой газеты был обусловлен более политическими соображениями, нежели филантропическими. В газете использовалась орфография XIX века и понимание текстов было затруднено для населения. В 2017 году выпуск этой газеты был прекращён, но в 2023 планировалось его возобновление. Также в 2013 году в Абхазии был издан мегрельский букварь, алфавит которого выглядит следующим образом: ა ბ გ დ ე ვ ზ თ ი კ ლ მ ნ ო პ ჟ რ ს ტ უ ფ ქ ღ ყ შ ჩ ც ძ წ ჭ ხ ჯ ჰ ჸ ჷ.
В независимой Грузии мегрельский язык юридически не признан. Так, его не упоминает ни один из документов, размещённых на сайте-хранилище официальных документов matsne.gov.ge. Вместе с тем, несмотря на отсутствие поддержки со стороны государства, возрождение мегрельской письменности в XXI веке инициировано языковыми активистами. Например, существует раздел Википедии на мегрельском языке и ряд других интернет-ресурсов, а в 2020 году Ассоциация по сохранению мегрельского языка начала издавать журнал «სქანი» на мегрельском языке. Все эти проекты используют для записи мегрельского языка грузинское письмо.